# Neue Galerie Graz
Die Neue Galerie Graz ist Teil des Universalmuseums Joanneum und zeigt vorwiegend zeitgenössische Kunst.

## Geschichte

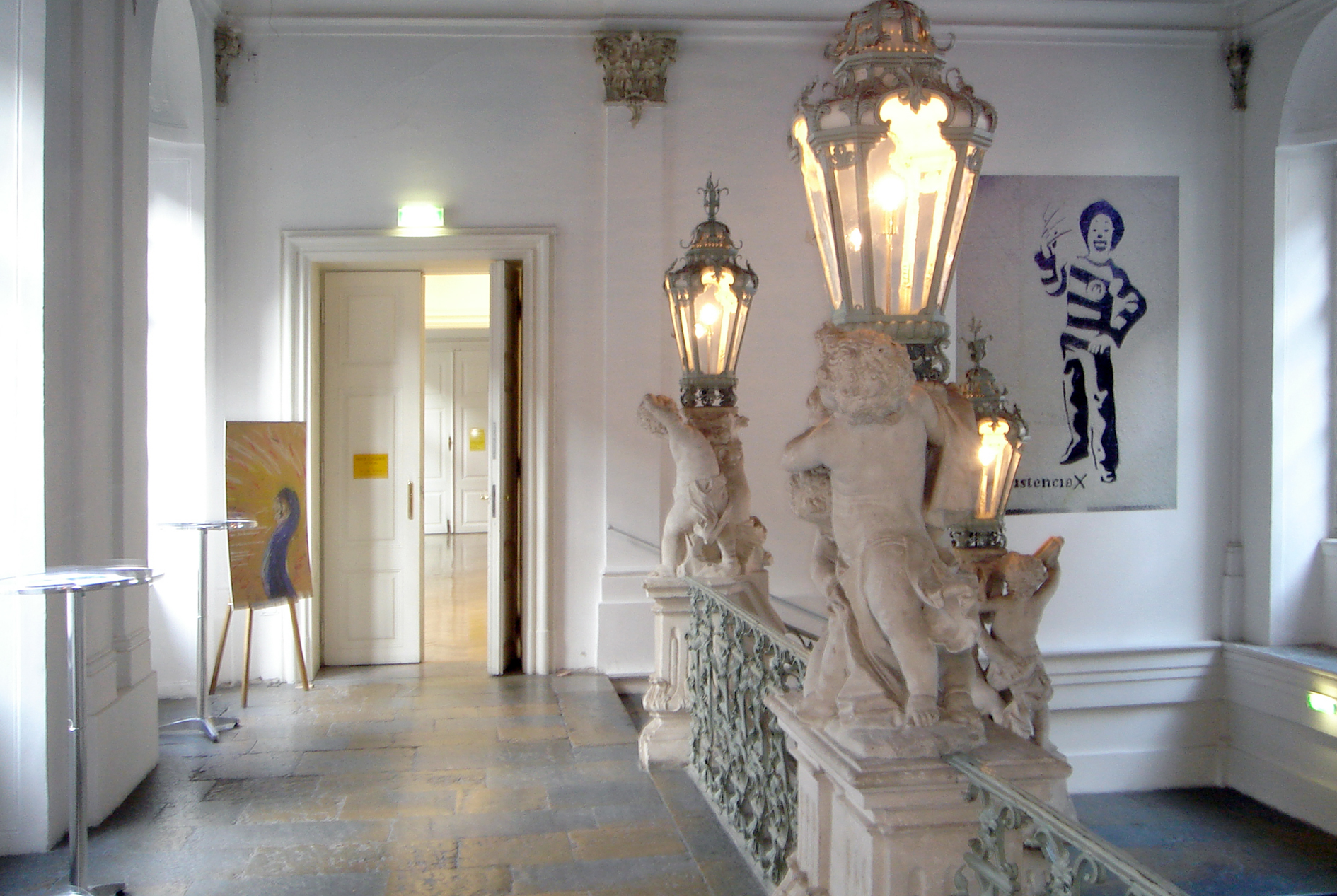
Neue Galerie, Sackstraße 16, Hauptpodest 2. Obergeschoß, Blick Richtung Schloßbergtrakt (Oktober 2007)

Die Galerie entstand 1941 durch die Teilung der 1811 gegründeten Landesbildergalerie des Joanneums in eine Alte und Neue Galerie. Letztere übernahm die Bestände des 19. und 20. Jahrhunderts in das Palais Herberstein in der Sackstraße 16 als neue Museumsabteilung. Das Stadtpalais war von dem Barockarchitekten Josef Hueber vor der Mitte des 18. Jahrhunderts umgebaut und für die Fürsten von Eggenberg und in der Nachfolge für die Grafen von Herberstein adaptiert worden. Als dessen Bestand gefährdet war, wurde es von Hans Riehl (1941–1955), dem ersten Leiter der Neuen Galerie, gerettet, indem dieser die Widmung des Hauses als Museum erreichte. Die nachfolgenden Leiter waren Walter Koschatzky (1956–1962), Trude Aldrian (1963–1965), Wilfried Skreiner (1966–1992), Werner Fenz (1993–1997), Peter Weibel (1998) und Christa Steinle (1998–2011). Weibel war bis 2011 als Chefkurator für zahlreiche große Ausstellungen verantwortlich.
Aufgrund der aus budgetären Gründen erfolgten Umstrukturierungsmaßnahmen des Universalmuseums Joanneum wurde die Neue Galerie Graz 2011 mit dem Kunsthaus Graz zur Abteilung „Moderne und zeitgenössische Kunst“ vereint, die von Peter Peer geleitet wird. Ebenfalls 2011 erfolgte die Übersiedelung der Neuen Galerie in ihren neuen Standort, das Joanneumsviertel.

## Auftrag
Die Galerie sieht es als ihren Kulturauftrag an, das Publikum mittels Ausstellungen und Symposien über den Stand der gegenwärtigen Kunstproduktion auf regionaler, nationaler und internationaler Ebene zu informieren. Große programmatische Kollektivausstellungen schaffen ein Begegnungsforum für einheimische und ausländische Künstler und beleuchten gesellschaftlich und politisch aktuelle Themenstellungen:
- „KontextKunst“, 1993
- „Pittura Immedia.“ Malerei der 90er Jahre aus den USA und Europa, 1995
- „Jenseits von Kunst“, 1996/1997/1998
- „Der Anagrammatische Körper“, 1999
- „Im Buchstabenfeld – Die Zukunft der Literatur“, 2001
- „In Search of Balkania“, 2002
- „Phantom der Lust/Das Sacher-Masoch-Festival und M-ARS-Kunst und Krieg“, 2003
- „RAF – Zur Vorstellung des Terrors“, 2005
- „Slum“, 2006/2007

In Personalausstellungen behandelt die Galerie das weite Untersuchungsfeld der Kunst in allen Ausdrucksmedien wie Malerei, Skulptur, Fotografie, digitale Medien, Video- und Filmkunst, Objektkunst, Installationen oder Architektur. So hat sie viele Jahre vor anderen Museen jungen Künstlern, die heute zu den Stars der Kunstszene gehören, wie z. B. Félix González-Torres, Rudolf Stingel, Pipilotti Rist, Sylvie Fleury, William Kentridge oder Olafur Eliasson große Einzelausstellungen gewidmet. Seit 2002 finden steirische Künstler der mittleren Generation, deren Werk bereits ein internationales Renommee genießt, in retrospektiven Personalausstellungen ein Forum. Hier finden sich Herbert Brandl, Erwin Wurm, Rudi Molacek, Günter Brus, Hans Kupelwieser, Fritz Panzer, Erwin Bohatsch, Hubert Schmalix.
Junge österreichische, noch nicht im Kunstbetrieb etablierte Künstler erhalten in der Ausstellungsreihe im Studio der Neuen Galerie die Möglichkeit der Präsentation. In der Hofgalerie werden zumeist österreichische Künstler der ersten Hälfte des 20. Jhs. gezeigt, die in Bezug zur Sammlung der Neuen Galerie stehen, z. B. Ida Maly, Franz Krausz, Lily Greenham. Mit der kunsthistorischen Aufarbeitung ihrer Werke kann hier auf interessante Positionen verwiesen werden, die sonst dem Vergessen preisgegeben wären. Das „Artist in Residence“-Programm der Neuen Galerie bietet drei internationalen Künstlern pro Jahr die Möglichkeit, eine Zeit lang in Graz zu leben und zu arbeiten und die entstandenen Produkte dann der Öffentlichkeit vorzustellen. Die Neue Galerie ist bestrebt, ihre Ausstellungen zusätzlich mit Veranstaltungen zur Theorie zu begleiten und zu untermauern.

## Sammlung
Die Sammlung mit Werken von Beginn des 19. Jahrhunderts bis zur Gegenwart bildet ein exemplarisches Beispiel für die Konvergenz von öffentlicher und privater Sammlung auf hohem Niveau. Ohne das finanzielle und intellektuelle Engagement privater Sammler hätte die öffentliche Sammlung nicht ihre internationale Reputation.
Den Grundstock der Sammlung des 19. Jahrhunderts bilden eine Schenkung Erzherzog Johanns, Stiftungen des Kaiserhauses und des heimischen Adels. Nach dem Ersten Weltkrieg kam die Sammeltätigkeit aufgrund der wirtschaftlichen Lage zum Erliegen, daher ist die Kunst um 1900 und die der Zwischenkriegszeit nicht repräsentativ dokumentiert, ein bedeutendes Gemälde von Egon Schiele (Stadtende) und Grafiken (Klimt, Schiele, Kokoschka) bilden hier die Ausnahme.
Durch die Einführung des Joanneum-Kunstpreises 1959, der Internationalen Malerwochen in der Steiermark (1966 bis 1992) und der Trigon-Biennalen (1963–1995) hat sich die Sammeltätigkeit der Neuen Galerie seit den 70er und 80er Jahren wesentlich erweitert und internationalisiert. Schwerpunkt der gegenwärtigen Sammlungstätigkeit ist, neben einer kontinuierlichen Erweiterung der Bestände des 19. und 20. Jhs., die österreichische und internationale Gegenwartskunst, mit besonderem Augenmerk auf die Kunst der 1970er Jahre (Fluxus, Happening, Konzeptkunst) aus dem osteuropäischen Kunstraum.

## Ausstellungen
Um das Interesse des Publikums lebendig zu halten und in Reaktion auf das beschränkte Raumangebot wird die Sammlung in wechselnden längerfristigen Ausstellungen mit unterschiedlichen Themenstellungen präsentiert:
- Félix González-Torres, Rudolf Stingel, 1994
- „Unter freiem Himmel“, 2000
- „Von Waldmüller bis Schiele“, Schloss Eggenberg, 2002/2003
- „Natur im Bild“, Schloss Stainz, 2003
- „Support – Die Neue Galerie als Sammlung“, 2003
- „Die Welt der stillen Dinge“, Schloss Herberstein, 2004
- „Ars Pingendi“, 2005
- „Fluxus-Happening-Konzeptkunst“, 2005/2006
- „Zur Natur des Menschen. Genrebilder aus der Alten und der Neuen Galerie“, 2006/2007
- „Wilhelm Thöny. Im Sog der Moderne“, 2013[1]
- „Die Natur ist innen. Der Maler Wolfgang Hollegha“, 2015/2016 (kuratiert von Günther Holler-Schuster)
- „Maria Lassnig (1919–2014). Die Schenkung an die Neue Galerie Graz“, 2016